# إيلوليسات
إيلوليسات (بالجرينلاندية: Ilulissat)، هي مدينة تابعة لبلدية أفاناتا غرب جرينلاند. تقع على بعد 200 كيلومتر (120 ميل) شمال الدائرة القطبية الشمالية. بلغ عدد سكانها 4,546 بحسب إحصاءات عام 2010، وتعد المدينة ثالث أكبر مدن جرينلاند بعد نوك وسيسيميوت.

## السكان
بلغ عدد سكان إيلوليسات 4,546 عام 2010، وهي بذلك أكبر مدينة في بلدية كاسويتسوب. إزداد عدد السكان أكثر من 8% عام 1990، وظل هذا المعدل ثابت تقريباً منذ عام 2000.

## توأمة
لإيلوليسات اتفاقيات توأمة مع كل من:
- فريديريكا
- Fuglafjørður [الإنجليزية]‏
- هافنارفيوردور

## أعلام
- جوليان هيننغسن
- يوحنا راسموسن